# سرخ ولیک (ساری)
سرخ ولیک، روستایی است از توابع بخش چهاردانگه شهرستان ساری در استان مازندران ایران.

## معرفی
این روستا در دهستان گرماب قرار داشته و براساس آخرین سرشماری مرکز آمار ایران که در سال ۱۳۸۵ صورت گرفته، جمعیت آن ۲۴۲نفر (۵۱خانوار) بوده‌است.
که در ۳۵ کیلومتری جاده ساری-سمنان بعد از روستای سرسبز چاچکام واقع شده‌است این روستا به همراه روستاهای خالخیل، کرسام و الیرد منطقه شویلاشت را تشکیل می‌دهند.
اکثر مردم اینجا همانند دیگر روستائیان مازندرانی در کنار کارهای دیگر به کشاورزی و زراعت زمین و دامپروری می‌پردازند و اینگونه امرار معاش می‌کنند.